# Sphinx asella
Sphinx asella är en fjärilsart som beskrevs av Ronald W. Hodges 1971. Sphinx asella ingår i släktet Sphinx och familjen svärmare. Inga underarter finns listade i Catalogue of Life.